# Нейропилины
Нейропилины — трансмембранные рецепторы, которые играют важную роль при нейрональном развитии, регулируя рост аксонов, а также при VEGF-опосредованном ангиогенезе. У человека описано два нейропилина, нейропилин 1 и нейропилин 2, несколько различающихся по характеристикам связывания лигандов и по паттерну экспрессии. Рецепторы могут объединяться в гетеро- и гомодимеры. Нейропилины связываются с секретируемыми семафоринами 3 класса. Цитоплазматический домен нейропилинов крайне мал и поэтому во внутриклеточной сигнальной активности им помогают плексины. Гомодимеры NRP-1 известны своей аффинностью к семафорину Sema3A, NRP-2 — к Sema3F.

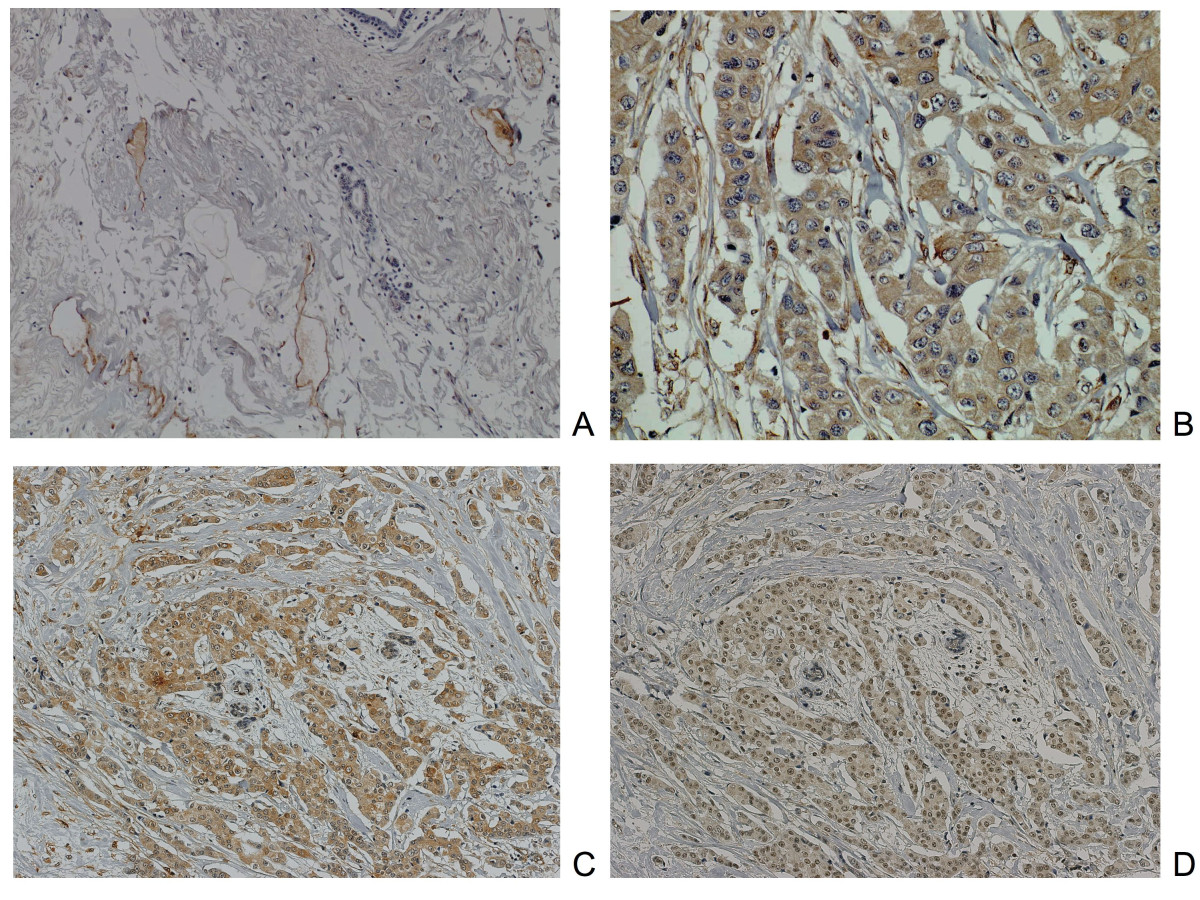
Повышенная экспрессия нейропилина-2 в ткани при раке груди (B, C, D). Yasuoka et al., 2009